# Johannes Borcholten
Johannes Borcholten, auch: von Borcholt, Johann Borcholten (* 5. April 1535 in Lüneburg; † 9. Oktober 1593 in Helmstedt), war ein deutscher Jurist und Hochschullehrer an der Universität Helmstedt.

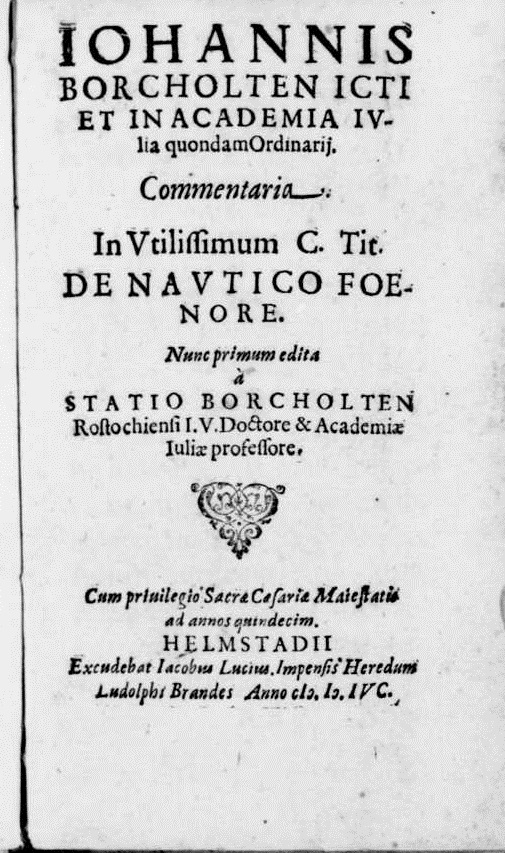
Commentaria in titulum De nautico foenore, 1596

## Leben
Geboren als Sohn des Ratsherrn Statius Borcholten (d. Ä.) und seiner Frau Hille von der Mühlen, die aus einem vornehmen Geschlecht der Salzjunker stammte, besuchte er zunächst die Schule seiner Heimatstadt. Im 21. Lebensjahr immatrikulierte er sich an der Universität Wittenberg, wo er die Vorlesungen von Matthias Wesenbeck und Philipp Melanchthon besuchte. Nach zwei Jahren reiste er nach Frankreich, wo er sich zehn Jahre aufhielt und dabei fünf Jahre bei Jacques Cujas (Jacob Cujacius) in Bourges zubrachte. Von dort wurde er als Professor an die Universität Rostock und Syndikus der Stadt berufen.
Bevor er in Rostock angelangte, promovierte er an der Universität Basel zum Doktor der Rechte. Anschließend blieb er neun Jahre lang in Rostock.
Als die Universität Helmstedt gegründet wurde, berief ihn Herzog Julius von Braunschweig-Wolfenbüttel 1576 an die dortige Hochschule, wo er 17 Jahre lang als erster Ordinarius der juristischen Fakultät wirkte. Seine Schriften, die zum Teil durch seinen Sohn Statius Borcholt (d. J.) veröffentlicht wurden, zeugen von einem umfangreichen Wissen auf seinem Fachgebiet der Rechtswissenschaften, wodurch er Anerkennung auch im Ausland fand.
Er blieb bei jährlicher Besoldung zeitlebens Ratgeber der Stadt Rostock und wirkte beispielsweise 1584 in Güstrow am Erbvertrag Herzog Ulrichs von Mecklenburg mit. Als Prorektor übte er 1577 und 1585/86 die Rechte des Hofpfalzgrafenamts aus, das der Universität als Institution verliehen war. Martin Lipenius verzeichnet eine Fülle von Publikationen, darunter auch ein Schifffahrtsgutachten für die Stadt Magdeburg.
Borcholt erkrankte in späteren Lebensjahren. Er verlor das Gehör und verstarb schließlich in seinem 58. Lebensjahr. Er wurde am 11. Oktober 1593 in der St.-Stephani-Kirche in Helmstedt beigesetzt.

## Familie
Seine Brüder waren der Kanzler von Verden Heinrich Borcholt (1531–1585), der Bürgermeister von Lüneburg Georg Borcholt († 1600) und der erzbischöflich-bremische, bischöflich-hildesheimische und fürstlich-lüneburgische Rat Caspar Borcholt († 1599).
Der Kanzler von Wolfenbüttel Franciscus Musseltin und ein Ratsherr aus Lüneburg waren seine Onkel mütterlicherseits. 1568 heiratete Johannes die Tochter des Bürgermeisters von Lüneburg Franz von Dassel, die ihn überlebte. Aus der Ehe gingen neun Kinder hervor, von denen zwei Söhne und drei Töchter ihren Vater überlebten. Bekannt sind der oben genannte Statius Borcholt (d. J.) und die Tochter Agneta Borcholt.

## Werkauswahl
- Commentaria in titulum De nautico foenore. Jakob Lucius, Helmstedt 1596 (Latein, beic.it).
- Commentaria In Quatuor Institvtionvm Ivstiniani Imperatoris Libros. Lucius, Helmstedt 1590. (Digitalisat) Vierte Auflage 1599 in Helmstedt
- Commentaria In Illustrem ... Titulum de Transactionibus. Lucius, Helmstedt 1593. (Digitalisat)
- Commentaria in illustrem & perdifficilem Tit. de rebus creditis si certum petatur, & de condictione. Lucius,  Helmstedt 1596. (Digitalisat)
- Commentaria in insignem titulum ... de in litem iurando. Lucius, Helmstedt 1593. (Digitalisat)
- Commentaria in insignem & utilissimun Titulum de compensationibus. Brandes, Helmstedt 1596. (Digitalisat)
- Commentaria in insignem titulum Pandectarum De adquirenda vel amittenda possessione. Lucius, Helmstedt 1597. (Digitalisat)
- De obligationibus et actionibus tractatus vtilissimus. Lucius, Helmstedt 1599. (Digitalisat)
- Tractatus de Feudis, Helmstedt 1588, Wittenberg 1608